# Cryptodiscus
Cryptodiscus is een geslacht in de familie Stictidaceae. De typesoort is Cryptodiscus pallidus.

## Soorten
Volgens Index Fungorum telt dit geslacht 18 soorten (peildatum december 2023):
| Soortnaam                 | Auteur(s)                                                            | Publicatiejaar |
| ------------------------- | -------------------------------------------------------------------- | -------------- |
| Cryptodiscus cladoniicola | (D. Hawksw. & R. Sant.) Pino-Bodas, Zhurb. & S. Stenroos             | 2017           |
| Cryptodiscus epicladonia  | Zhurb. & Pino-Bodas                                                  | 2017           |
| Cryptodiscus foveolaris   | (Rehm) Rehm                                                          | 1888           |
| Cryptodiscus galaninae    | Zhurb. & Pino-Bodas                                                  | 2017           |
| Cryptodiscus gassicurtiae | Etayo & Aptroot                                                      | 2020           |
| Cryptodiscus gloeocapsa   | (Nitschke ex Arnold) Baloch, Gilenstam & Wedin                       | 2009           |
| Cryptodiscus ihlenii      | Zhurb.                                                               | 2020           |
| Cryptodiscus incolor      | Baloch                                                               | 2009           |
| Cryptodiscus microstomus  | (Carmich. ex W. Phillips) Sacc.                                      | 1889           |
| Cryptodiscus minutissimus | (Vězda) Baloch                                                       | 2009           |
| Cryptodiscus muriformis   | Fern.-Brime, Olariaga, Baral, Friebes, Jaklitsch, Senn-Irlet & Wedin | 2017           |
| Cryptodiscus pallidus     | (Pers.) Corda                                                        | 1838           |
| Cryptodiscus pini         | (Romell) Baloch, Gilenstam & Wedin                                   | 2009           |
| Cryptodiscus pumilus      | Sherwood                                                             | 1977           |
| Cryptodiscus similis      | (Vězda) Baloch                                                       | 2009           |
| Cryptodiscus speratus     | Sherwood                                                             | 1977           |
| Cryptodiscus stereicola   | (Berk. & M.A. Curtis) Sherwood                                       | 1977           |
| Cryptodiscus tirolensis   | F. Berger, Feusi & E. Zimm.                                          | 2021           |